# Svala
Svala Björgvinsdóttir (Reikiavik, Islandia, 8 de febrero de 1977), también conocida como Svala Björgvins o simplemente Svala, es una cantante y compositora islandesa de género pop y electrónica, hija del famoso cantante Björgvin Halldórsson.
Fue elegida como representante de Islandia en el Festival de la Canción de Eurovisión 2017, en Kiev, con la canción «Paper».

## Biografía
Su padre es el también cantante Björgvin Halldórsson, que representó al país en el Festival de la Canción de Eurovisión 1995. Desde muy pequeñita ya empezó a cantar, haciendo coros para los discos de su padre.
A los 9 años de edad ya se dio a conocer a nivel nacional gracias al dueto navideño «Fyrir Jól», que hizo con su padre y que se colocó en el puesto número 1 de las listas musicales.
Dos años después se volvieron a colocar los primeros en las listas con otra canción navideña, «Ég hlakka svo til».
Al poco tiempo empezó a estudiar danza en la compañía nacional de ballet.
Durante su adolescencia entró en el grupo electrónico, Scope, con el que lanzó en 1994 el tema «Was that all it was» que pronto se convirtió en número 1. Rápidamente las discográficas se empezaron a fijar en Svala y al poco firmó un contrato con el sello Skifan Records.
En esa época trabajó con la banda indie Bubbleflies, con los que lanzó «I Betcha», entre otros temas que obtuvieron gran éxito y que les llevaron de gira por todo el país.
A los 18 años conoció al productor Ian Morrow, con quien escribió y grabó su primer álbum debut que lanzaría próximamente. 
En 1999 firmó con la destacada discográfica estadounidense Priority Records, para realizar 6 proyectos. Este fichaje fue uno de los mayores contratos firmados por un artista islandés. 
Debido a ello rápidamente se mudó a la ciudad de Los Ángeles, donde el 2 de julio de 2001 lanzó su esperado debut "The Real Me".
Uno de sus sencillos homónimos entró en la famosa lista Billboard Hot 100; además, este disco llegó hasta Islandia, donde fue certificado como disco de platino y tuvo muy buenos resultados de ventas en país como Alemania, España o Japón.

### Festival de la Canción de Eurovisión 2017
Tras su victoria en la final nacional, el 11 de marzo de 2017, se convirtió en la encargada de representar a Islandia en el Festival de Eurovisión 2017. Con su canción, «Paper», participó en la primera semifinal del certamen, en la que obtuvo la 15.ª posición de entre los 18 participantes, y 60 puntos. De esta forma, no consiguió clasificarse para la final.